# Майлен (Джорджія)
Майлен (англ. Milan) — місто (англ. city) в США, в округах Телфер і Додж штату Джорджія. Населення — 613 особи (2020).

## Географія
Майлен розташований за координатами 32°1′9″ пн. ш. 83°3′46″ зх. д. / 32.01917° пн. ш. 83.06278° зх. д. (32.019285, -83.062826).  За даними Бюро перепису населення США в 2010 році місто мало площу 8,16 км², з яких 8,06 км² — суходіл та 0,10 км² — водойми.

## Демографія
Згідно з переписом 2010 року, у місті мешкало 700 осіб у 334 домогосподарствах у складі 196 родин. Густота населення становила 86 осіб/км².  Було 466 помешкань (57/км²).
Расовий склад населення:
| - 82,0 % — білих - 17,9 % — чорних або афроамериканців |

До двох чи більше рас належало 0,1 %. Частка іспаномовних становила 0,6 % від усіх жителів.
За віковим діапазоном населення розподілялося таким чином: 20,9 % — особи молодші 18 років, 56,5 % — особи у віці 18—64 років, 22,6 % — особи у віці 65 років та старші. Медіана віку мешканця становила 47,1 року. На 100 осіб жіночої статі у місті припадало 90,2 чоловіків;  на 100 жінок у віці від 18 років та старших — 80,5 чоловіків також старших 18 років.
Середній дохід на одне домашнє господарство  становив 35 186 доларів США (медіана — 26 645), а середній дохід на одну сім'ю — 44 789 доларів (медіана — 32 292). Медіана доходів становила 39 219 доларів для чоловіків та 23 500 доларів для жінок. За межею бідності перебувало 24,8 % осіб, у тому числі 36,5 % дітей у віці до 18 років та 24,8 % осіб у віці 65 років та старших.
Цивільне працевлаштоване населення становило 200 осіб. Основні галузі зайнятості: роздрібна торгівля — 21,0 %, освіта, охорона здоров'я та соціальна допомога — 20,0 %, публічна адміністрація — 15,0 %, транспорт — 12,0 %.